# Софяник Олег Олексійович
Олег Олексійович Софяник (* 4 травня 1964, Севастополь, УРСР) — український радянський дисидент, плавець-марафонець, рекордсмен Книги рекордів України.

## Дисидент
У 1977 році, навчаючись у 7 класі школи № 41, почав писати листи на радіостанцію Deutsche Welle і розсилати листівки із закликами до боротьби з існуючим ладом на адреси, взяті з телефонного довідника. 13 жовтня 1977 року був затриманий КДБ СРСР. Враховуючи неповноліття, відбувся профілактичною бесідою.
У 1979 році з друзями створив підпільну групу «Комітет борців за свободу», який поширював листівки із закликами до революції. 14 березня 1979 року заарештований КДБ разом із товаришем Ігорем Шарцом. Провів три доби в камері попереднього ув'язнення, підданий психіатричній експертизі й визнаний осудним. Однак не мав 16 років і був відпущений під нагляд батьків.
У 1982 році вступив до Севастопольського приладобудівного інституту. 15 жовтня був затриманий КДБ у Москві при зустрічі з працівниками посольства США, у яких просив допомоги у виїзді з СРСР. Після допиту висланий із Москви.
Двічі, у липні та листопаді 1983 року, був призваний до радянської армії, але тікав зі збірного пункту в Сімферополі. У грудні 1983 році покликаний втретє. Почав службу з будбаті в Тулі. 12 січня 1984 року публічно відмовився від служби з політичних мотивів і в цей же день відправлений у 12-й відділ Тульської обласної психіатричної лікарні. 8 лютого лікарська комісія поставила діагноз: «уповільнена шизофренія». Звільнений у липні 1984 року.
У 1985 році відновився на 2-му курсі інституту.
У жовтні 1985 року взяв квиток на круїзний пароплав з Одеси до Батумі. Мав із собою надувний човен. Вночі 24 жовтня між Сухумі й Батумі вистрибнув за борт із наміром доплисти до Туреччини. На третю добу був затриманий сторожовим катером. Сидів у СІЗО під Сухумі, етапований до Криму. Звинувачений за ст. 75 КК УРСР «Незаконне перетинання кордону». У грудні 1985 року поміщений на примусове лікування в психіатричну клініку Севастополя. Звільнений у лютому 1987 року.
У жовтні 1987 року затриманий при спробі пройти у французьке посольство в Москві, де хотів попросити політичного притулку. Звільнений 27 грудня 1987 року.
У березні 1988 року надіслав до Президії Верховної Ради СРСР заяву з відмовою від радянського громадянства за політичними мотивами. 20 березня знову примусово поміщений у психіатричну клініку. Звільнений у вересні 1988 року.
У жовтні 1988 року вступив у громадську організацію «Свобода еміграції для всіх», співпрацював із газетою «Експрес-Хроніка» Олександра Подрабінека. У серпні 1989 року, вступивши у партію «Демократичний союз» Валерії Новодворської, очолив Севастопольську організацію. Зібрав сотні історій про втечі з СРСР.

## Плавець-марафонець
Спортсмен, займається марафонським плаванням. Президент клубу марафонського плавання «Дельфін».
Перший марафонський заплив здійснив у 2002 році. На травень 2012 року мав понад 50 марафонських запливів, найдовший із яких — через Південнокитайське море довжиною 350 км. Також переплив Середземне море, Мармурове море, протоку Босфор (вздовж і впоперек разом із журналістом Романом Черненко), протоку Дарданелли. Здійснював марафонські запливи на відстань до 100 кілометрів уздовж берегів Криму. Відомий також запливами в холодній воді в зимовий час.
6—8 вересня 2020 року здійснив заплив у Середземному морі на 150 км від турецької Аланії до Кіпру. Свій заплив присвятив пам'яті депортації кримськотатарського народу та деокупації Криму.

## Громадянська позиція
У липні 2015 року, під час Російсько-української війни, відмовився повертатись з території України до окупованого Росією Криму через загрозу арешту спецслужбами окупаційної влади.